# Дате (Хоккайдо)
Дате (яп. 伊達市 Датэ-си) — город в Японии, находящийся в округе Ибури губернаторства Хоккайдо. Площадь города составляет 444,28 км², население — 35 955 человек (30 июня 2014), плотность населения — 80,93 чел./км².

## Географическое положение
Город расположен на острове Хоккайдо в губернаторстве Хоккайдо. С ним граничат города Муроран, Ноборибецу, Саппоро, Титосэ, посёлки Собецу, Тояко, Сираои, Кимобецу и село Русуцу.

## Население
Население города составляет 35 955 человек (30 июня 2014), а плотность — 80,93 чел./км². Изменение численности населения с 1980 по 2005 годы:
| 1980 | 36 309 чел. |  |
| 1985 | 36 922 чел. |  |
| 1990 | 36 652 чел. |  |
| 1995 | 36 647 чел. |  |
| 2000 | 37 139 чел. |  |
| 2005 | 37 066 чел. |  |

## Символика
Деревом города считается Prunus sargentii, цветком — рододендрон.